# Babij Jar. Kontekst
Babij Jar. Kontekst è un film documentario del 2021 diretto da Serhij Loznycja.

## Contenuto
Il documentario ricostruisce il contesto storico in cui ha avuto luogo il massacro di Babij Jar, una gravina situata a nord-ovest di Kiev nella quale tra il 29 e il 30 settembre 1941 le Einsatzgruppen, con l'aiuto della Polizia Ausiliaria Ucraina e della Wehrmacht, uccisero 33 771 ebrei. Si trattò del singolo più grande eccidio della storia dell'Olocausto, superato solo dal massacro d'Odessa (1941) e dall'operazione Erntefest (1943). Nello stesso sito avvennero successive stragi di ebrei, rom, prigionieri di guerra sovietici e altri civili finché la zona non venne liberata dalle forze sovietiche nel novembre 1943: in tutto, si stima che tra le 100 mila e le 150 mila persone abbiano perso la vita a Babij Jar. Nel dopoguerra, l'URSS ha a lungo enfatizzato la natura delle vittime come di abitanti di Kiev e cittadini sovietici: il primo monumento a commemorare Babij Jar come parte dell'Olocausto fu costruito solo nel 1991.
Il film è composto da materiali d'archivio che documentano l'occupazione nazista dell'Ucraina provenienti dall'Archivio di Stato della Federazione Russa, l'Archivio federale tedesco e da altri archivi regionali in Germania, oltre ad avvalersi dei filmati amatoriali girati dalle truppe naziste: secondo il regista, gran parte del materiale «ha languito senza essere visto dalla fine della guerra». I filmati sono stati restaurati e occasionalmente sonorizzati e ricolorati, senza ricorrere ad alcuna voce narrante. Tra i momenti mostrati dal documentario:
- l'NKVD che mina dei palazzi nel centro di Kiev e li fa detonare da remoto in vista dell'occupazione nazista della città
- numerose immagini di ucraini che accolgono festanti le truppe tedesche
- scene dal pogrom di Leopoli del 1941 ad opera di Einsatzgruppen, nazionalisti ucraini e popolazione civile
- l'imprigionamento e il rilascio di prigionieri di guerra sovietici
- varie testimonianze al processo sovietico per il massacro di Babij Jar, tra cui quella di un sopravvissuto e quella dell'SS Hans Isenmann, e una pubblica impiccagione di nazisti, tra cui lo stesso Isenmann, in una piazza di Kiev (1946)

## Riconoscimenti
- 2021 - European Film Awards
  - Candidatura per il miglior documentario
- 2021 - Festival di Cannes
  - Menzione speciale a L'Œil d'or